# 失落泰坦：鐵達尼觀光潛水器遇難揭秘
《失落泰坦：鐵達尼觀光潛水器遇難揭秘》（英語：Titan: The OceanGate Disaster）是一部2025年發行的美國紀錄片，由馬克·門羅（Mark Monroe）執導與製作。影片詳實記錄了海洋之門營運的潛水器泰坦號在前往鐵達尼號殘骸途中發生內爆的整起事件，即2023年泰坦號潛水器事故。
本片深入呈現事故發生的背景與過程、國際間的大規模搜救行動，以及深海觀光產業與安全規範所面臨的挑戰與反思。透過訪談、影像資料與專家評論，紀錄片不僅重建了事件始末，也探討悲劇背後牽涉的人性與制度性問題。該片最初於2025年6月6日在翠貝卡電影節全球首映，並於6月11日由Netflix全球發行。

## 概要
本片聚焦於2023年泰坦號潛水器在前往鐵達尼號殘骸途中發生的內爆事件，並回顧一連串導致事故的決策與警訊。透過吹哨者的證詞、歷史影像、內部音訊紀錄與多位受訪者的說法，影片重構了海洋之門與其創始人斯托克頓·拉什的發展歷程，以及其在營運與安全管理上的關鍵爭議。

## 製作
2025年1月，有報導指出馬克·門羅正在執導一部以泰坦號內爆事件為主題的紀錄片。該片由莉茲·加布斯與丹·科根透過Story Syndicate擔任執行製作人，艾米·赫迪亦參與製作，Netflix則確定為全球發行平台。

## 發行
該片於2025年6月6日在翠貝卡電影節舉行|全球首映，並於同年6月11日由Netflix上架發行。

## 評價
根据評論匯總网站爛番茄汇总的15篇评论文章，73%的评论家给予该作正面评价
《綜藝》的丹尼斯·哈維（Dennis Harvey）形容本片「緊湊吸引，但略顯冗長」，指出影片營造出如《洞穴救援行動》（2021年）等非虛構災難紀錄片的「陰鬱懸念」，但「缺乏激勵人心的元素——更不用說『救援』本身了」。
《紐約時報》則認為該片「情感克制但效果鮮明」，成功營造出災難中的幽閉感，並避免過度戲劇化處理。
《Common Sense Media》給予中立評價，肯定影片的教育價值，但也提醒可能對年輕觀眾造成不安。
《Slate》特別關注片中對斯托克頓·拉什性格的描繪，認為其對目標的偏執追求展現出「寫在細節中的瘋狂」。多數評論讚揚本片的聚焦與結構。《衛報》稱其為「對野心與傲慢的令人不安的驗屍報告」，並肯定對吹哨者與罹難者家屬證詞的呈現方式。
《華爾街日報》則指出，影片「作為一部關於不受控野心的警世寓言而言相當成功」，並「精確捕捉了支撐海洋之門內部運作的心理生態系統」。
《娛樂週刊》則將焦點放在對拉什心理的剖析，認為影片深刻描繪了他「不計代價追求探索的執念」。《Decider》建議觀眾觀看本片，讚賞其新聞調查的嚴謹性，儘管也指出「對於已密切關注事件的人而言，內容或許並無太多新意」。
也有部分評論持負面意見。《TheWrap》的麥特·高柏格（Matt Goldberg）批評紀錄片「未能深入剖析導致這場命運性內爆的核心問題」，且過度聚焦於拉什個人的錯誤判斷。
《A.V. Club》則認為影片「資料豐富卻情感薄弱」，揭露的更多是企業傲慢，而非災難中的人性面向。

## 外部連結
- 互联网电影数据库（IMDb）上《失落泰坦：鐵達尼觀光潛水器遇難揭秘》的资料（英文）